# Ноче (Болоња)
Ноче (итал. Noce) је насеље у Италији у округу Болоња, региону Емилија-Ромања.
Према процени из 2011. у насељу је живело 223 становника. Насеље се налази на надморској висини од 132 м.